# Segédkönyvek a Német Nyelv és Irodalom Tanításához
A Segédkönyvek a német nyelv és irodalom tanításához egy 20. század eleji iskolai kézikönyvsorozat volt. Az egyes kötetek Éder I. kiadásában jelentek meg Pozsonyban 1901 és 1911 között, és a következők voltak:
- 1. füzet. Lessing Gotthold Ephraim. Minna von Barhelm oder Das Soldatenglück. Ein Lustspiel. Bevezetéssel és jegyzetekkel ellátta Albrecht János. (119 l.) 1901.
- 2. füzet. Goethe Wolfgang. Hermann und Dorothea. Bevezetéssel és jegyzetekkel ellátta Albrecht János. (88 l.) 1901.
- 3. füzet. Schiller Friedrich. Wilhelm Tell. Ein Schauspiel. Bevezetéssel és jegyzetekkel ellátta Albrecht János. Egy térképpel. (136 l.) 1901.
- 4. füzet. Schiller Friedrich. Maria Stuart. Ein Trauerspiel. Bevezetéssel és jegyzetekkel ellátta Madzsar Gusztáv. (156 l.) 1903.
- 5. füzet. Markovics Sándor. Szemelvények a német eszthetikai és irodalomtörténeti próza köréből. I. rész. Eszthetikai olvasmányok a középiskolák VII. és VIII. osztálya számára. (108 l.) 1904.
- 6. füzet. Markovics Sándor. Szemelvények a német eszthetikai és irodalomtörténeti próza köréből. II. rész. Irodalomtörténeti olvasmányok a középiskolák VII. és VIII. oszt. számára. (87 l.) 1904.
- 7. füzet. Schiller Friedrich. Wallenstein's Tod. Ein Trauerspiel. Bevezetéssel és jegyzetekkel ellátta Szelényi Ödön dr. (167 l.) 1905.
- 8. füzet Körner Theodor. Zrinyi. Ein Trauerspiel in füni Aufzügen. Bevezetéssel és jegyzetekkel ellátta Prelogg József. (99 l.) 1908.
- 9. füzet. Goethe Wolfgang. Hermann und Dorothea. Bevezetéssel és jegyzetekkel ellátta dr. Szele Róbert. (96 l.) 1908.
- 10. füzet. Goethe I. W. Iphigenie auf Tauris. Bevezetéssel és jegyzetekkel ellátta Szele Róbert dr. (100 l.) 1909.
- 11. füzet. Német balladák és románcok. Herder, Bürger. Goethe, Schiller, Uhland és Heine költeményeiből. Bevezetéssel és jegyzetekkel ellátta: Endrei Ákos. (96 l.) 1911.